# Procter & Gamble
Procter & Gamble ili skraćeno P&G je tvrtka osnovana 1837. godine, počela je kao mala, obiteljska proizvodnja sapuna i svijeća u Cincinnatiju, Ohio, SAD. Danas tvrtka P&G proizvodi više od 250 robnih marki, za više od pet milijarda potrošača u 180 država svijeta.

## Osnivanje
William Procter proizvođač svijeća, emigrant iz Engleske i proizvođač sapuna James Gamble emigrant iz Irske, možda se nikada ne bi sreli da nisu oženili dvije sestre, Oliviu i Elizabeth Norris.  Otac sestara uvjerio je svoje zetove da se udruže i postanu poslovni partneri. Na prijedlog Alexanera Norrisa, 1837. rođeno je novo, smiono poduzeće: Procter & Gamble.
James Norris Gamble, sin osnivača i kemičar, 1879. je razvio cjenovno pristupačan bijeli sapun koji je svojom kvalitetom bio konkurentan visokokvalitetnim uvoznim sapunima. Ime "Ivory" (bjelokost) činilo se savršenim za bjelinu sapuna, blagost i dugotrajnost kvalitete. Harley Procter uvjerio je partnere da ulože 11 000 $ u oglašavane sapuna Ivory po prvi puta u nacionalnim tjednim novinama.
Kao reakcija na lokalne i nacionalne radničke nemire, 1887. P&G je uveo novi program dijeljenja dobiti radnicima. Ovim dobrovoljnim programom, u koji je bio uvjeren William Cooper Procter, unuk osnivača, djelatnicima je dan udio u vlasništvu kompanije. William Cooper Procter želio je ovim programom pokazati djelatnicima koliko je važna njihova uloga u uspjehu kompanije.
Tvrtka izgrađena na inovacijama, do 1890. P&G je prodavao više od 30 vrsta različitih sapuna. Poticana inovativnim reklamiranjem, uključujući oglase u boji u nacionalnim časopisima, potražnja za sapunima tvrtke P&G kontinuirano je rasla. Kako bi zadovoljila rastuću potražnju, tvrtka P&G počela je širiti svoje pogone izvan Cincinnatija. P&G je osnovao analitički laboratorij u Ivorydale-u kojem se proučavao i unapređivao proces proizvodnje sapuna. Bio je to jedan od prvih laboratorija za istraživanje proizvoda u američkoj industriji.
Inovacije su poticane istraživanjem, razvojem i na dubokom razumijevanju potreba potrošača, prikupljenih putem inovativnog P&G pristupa istraživanju tržišta. Za marketinško oglašavanje također su se koristile inovativne tehnike, kao na primjer radio "sapunice", dijeljenje uzoraka i promotivne nagradne igre.

## Povijest
Već 1911. P&G je predstavio Crisco, prvu potpuno biljnu mast za prhko tijesto. Crisco je predstavljao zdraviju alternativu u kulinarstvu od masti životinjskog porijekla, a i cjenovno je bio prihvatljiviji od maslaca.
William Cooper Procter 1919. je nastavio u nastojanjima institucionaliziranja odnosa između tvrtke i njenih zaposlenika. Točke ugovora su revidirane kako bi se uključila direktiva u kojoj stoji: "interesi tvrtke i njenih zaposlenika su nerazdvojivi".
Sezonska kupovina P&G proizvoda od strane veletrgovaca imala je za posljedicu neujednačenost potreba za proizvodnjom i privremena otpuštanja radnika u pogonima Ivorydale. Kao reakciju, P&G je najavio plan samostalne izravne prodaje maloprodajama i zaposlio 450 trgovačkih putnika. Ovim potezom stabilizirana je proizvodnja, reducirana su povremena otpuštanja radnika i u konačnici je izmijenjen način na koji su poslovale trgovine mješovitom robom.
Krajem 1939., samo pet mjeseci nakon što je uvedena televizija u SAD-u, tijekom prve televizijski prenošene prvoligaške baseball utakmice P&G je emitirao prvu TV reklamu (za sapun Ivory).
Do 1945. tvrtka P&G postala je vrijedna gotovo 350 milijuna dolara. Njeni proizvodi bili su popularni širom SAD-a i Kanade, i kompanija je poduzela prve korake ka proširenju poslovanja na prekooceanske zemlje, preuzimanjem Engleske tvrtke Tomas Hedley & Co. Nakon 108 godina poslovanja, tvrtka P&G bila je spremna za nagli rast.
Nove zemlje i nagli rast potražnje proizvoda dovode do potrebe povećanja ponude. Tvrtka je 1946. proizvela deterdžent Tide, najznačajniji novi proizvod nakon sapuna Ivory. Tide je bio zamjetljivo bolji od drugih proizvoda na tržištu. Ubrzo je njegova prodaja postala toliko uspješna da je omogućila financiranje brzog razvoja tvrtke: razvitak novih proizvodnih linija i ulazak na nova tržišta širom svijeta. U godinama koje su slijedile nakon uvođenja Tidea na tržište, P&G je razvio nekoliko novih poslovnih područja. Crest, prva pasta za zube s fluorom, osvojila je vodeću tržišnu poziciju podržana po prvi puta izdanom službenom preporukom Američkog udruženja zubara. Tehnologija proizvodnje pulpe potaknula je pokretanje proizvodnje toaletnog papira i maramica. Tvrtka P&G doslovno je stvorila kategoriju jednokratnih pelena uvođenjem Pampers pelena 1961. No najvažniji je ipak tvrtkin rastući interes za međunarodno poslovanje. Uvjereni da uspjeh tvrtke na novim tržištima zahtijeva lokalnu prisutnost u tim zemljama, tvrtka P&G je započela osnivati poslovanje, prvo u Meksiku, zatim u Europi i Japanu.
Od 1980. tvrtka je učetverostručila broj potrošača koje opskrbljuje s 250 robnih marki – oko pet milijardi  ljudi širom svijeta. Te robne marke uključuju Pampers, Tix, Ariel, Always, Pantene, Head&Shoulders, Lenor, Old Spice i Blend-a-med. 
P&G 2005. kupuje Gillette kompaniju za 57 milijardi američkih dolara. Tim potezom P&G ostvaruje veliku zaradu (Gillette Fusion doživljava najbrži porast prodaje te je to P&G brand koji je postigao milijardu dolara zarade u godišnjoj prodaji) s time je preuzeo i uspješne tvrtke u vlasništvu Gilletta, poput Duracella i Mach 3.
U travnju 2011. P&G je prodao robnu marku čipsa Pringles američkoj prehrambenoj grupaciji Diamond Foods za 2,35 milijardi dolara. Sklopljeni sporazum temelji se sa strategijom P&G-a da se jače koncentrira na poslovanje u segmentu osobne njege i kućnih potrepština.

## Procter & Gamble u Hrvatskoj
Tvrtka je započela s radom u srednjoj i istočnoj Europi 1991. godine s početkom prodaje svojih proizvoda: Ariel, Pampers, Always, Pantene, Head & Shoulders i Old Spice, samo su neka od imena poznatih potrošačima širom svijeta. Od početka 2000. godine Hrvatska, Slovenija, Mađarska, Češka i Slovačka su postale jedna strateška jedinica s glavnim uredom u Budimpešti. U zagrebačkom uredu Procter & Gamble zapošljava 48 osoba. Od studenog 1998. distributer P&G proizvoda za Hrvatsku je tvrtka Orbico koja je 100% u hrvatskom vlasništvu. Orbico ima 407 zaposlenika u distributivnim centrima Zagreb, Split i Rijeka. Godišnji prihod prodaje P&G proizvoda u Hrvatskoj je 526,6 milijuna kuna.
P&G godišnje u hrvatskim medijima za oglašavanje potroši više od 170 milijuna kuna. Što tvrtku stavlja na vrh najvećih oglašivača u Hrvatskoj. Tvrtka je bila pod raznim napadima Udruga za zaštitu potrošača jer ju se optuživalo da u Hrvatskoj distribuira proizvode lošije kvalitete i svojstava. Najveći iskorak je bio u emisiji Latinica emitiranoj 4. listopada 2004. na Hrvatskoj radioteleviziji. Kada je cijela emisija bila posvećena lošijim proizvodima na hrvatskome tržištu. Predsjednik udruge Potrošača izjavio je kako Ariel u Hrvatskoj nije ni sličan istom proizvodu koji se prodaje u Italiji ili Njemačkoj. Također, udruga Potrošač je izjavila kako u tvornici P&G-a u Češkoj Ariel drži posebne jedinice koje idu samo na naše tržište. Odmah nakon što je priča puštena u javnost P&G sjedište u Zagrebu je optužilo "Potrošač" da govori neistinite tvrdnje, prijetilo tužbama i izjavilo kako tvrdnje navedene na proizvodu, kao i na reklamama točne te da je njihov proizvod u skladu s hrvatskim zakonima i pravnom regulativom.

## Produkcija
Procter & Gamble proizveo je i sponzorirao prvu radio sapunicu 1930-ih. (Procter & Gamble je u to vrijeme bio poznat po deterdžentima (sapunicama) te je vjerojatno zato došlo do riječi "sapunica" u radiju a kasnije i televiziji). Kad je medij informiranja prešao na televiziju u 1950-ima i 1960-ima, većina novih serija su bila pod pokroviteljstvom i proizvedena od strane P&Ga. Serija Mladi i nemirni trenutno se emitira na CBSu i još uvijek je djelomično sponzorirana od tvrtke Procter & Gamble. 
Procter & Gamble je prva tvrtka koja je proizvela i sponzorirala emisiju u najgledanijem terminu 1965. Tvrtka je proizvodila i Dawson's Creek u suradnji sa Sony Picturesom koja se emitirala i na Hrvatskoj radioteleviziji.
U 2008. P&G se proširio na glazbeno tržište te je u travnju 2010., PGP najavio i službeno da više neće producirati televizijske sapunice.

## P&G danas
Prema tržišnoj vrijednost i vrijednosti dionica Procter & Gamble ubraja se u 15 najuspješnijih svjetskih tvrtki. Godišnji promet iznosi 40 milijardi dolara.
Prema anketi koju provode časopis Fortune i najveća svjetska revizorsko-savjetnička tvrtka PriceWaterhouseCoopers, P&G zauzima 15 mjesto među svjetski 50 najcjenjenijih kompanija te je vodeća kompanija u sektoru deterdženata i kozmetike. Spada među tri najcjenjenije svjetske kompanije u kategoriji društvene odgovornosti i globalnosti. 
Tvrtka P&G danas ima pogone u više od 70 zemalja, a proizvodi se prodaju u više od 180 zemalja čineći ju jednom od najvećih i najuspješnijih tvrtki široke potrošnje u svijetu. Tvrtka je snažan pokretač ekonomskog napretka i blagostanja širom svijeta. Zapošljava više od 120 000 ljudi koji nastoje osigurati proizvode vrhunske kvalitete i vrijednosti.

### Proizvodi
Oko 22 P&G robne marke imaju više od milijarde dolara neto godišnje prodaje, a drugih 18 robnih marki imaju godišnju prodaju između 500 milijuna dolara i 1 milijarde dolara.

#### Robne marke vrijedne nekoliko milijardi dolara i najpoznatiji proizvodi
- Always/Whisper[12] je robna marka ženskih proizvoda.
- Ambi Pur, robna marka mirisa za prostorije
- Ariel[13] je marka deterdženta za pranje rublja dostupna u brojnim oblicima i mirisima.
- Avril Lavigne, dva parfema Black Star (2009.)[14] i Forbidden Rose (2010.) namijenjih tinejdžerima
- Bounty je robna marka papirnatih ručnika koji se prodaju u Sjedinjenim Američkim Državama i Kanadi.
- Boss, Hugo Boss je linija parfema namijenjena muškarcima i ženama
- Braun je robna marka za električne brijače, aparate za njegu kose i raznih malih aparata.
- Bruno Banani[15] je robna marka parfema namijenjenih muškarcima i ženama
- Christina Aguilera[16] su mirisi poznate pjevačice namijenjeni ženama
- Covergirl je robna marka ženske kozmetike.
- Crest je robna marka za pastu za zube i proizvoda izbjeljivanje zubi
- Dawn je robna marka deterdženta za pranje suđa.
- Dolce & Gabbana su proizvodi poput parfema i nakita
- Downy/Lenor je omekšivač.
- Dreft[17] je robna marka deterdženta i praška za rublje, sapuna, tekućeg deterdženta za suđe te vlažnih maramica za bebe.
- Duracell[18]je robna marka baterija i svjetiljki, te u novije vrijeme punjača i sličnih proizvoda.
- Eukanuba[19]su proizvodi namijenjeni životinjama. Najpoznaziji proizvodi Eukanube su hrana za pse i mačke.
- Fusion[20] je robna marka za muškarce koji zbog mokrog brijanja pomoću britvice doživljava najbrži porast prodaje te je to jedini P&G robna marka koji je postigao 1 milijardu dolara zarade u godišnjoj prodaji.
- Gain je robna marka deterdženta za pranje rublja i omekšivača.
- Gillette[21] je robna marka brijača i proizvoda za muškarce.
- Gucci je robna marka parfema namijenjenih muškarcima i ženama
- Head & Shoulders[22] je robna marka šampona za kosu.
- Herbal Essences[23] su proizvodi namijenjeni njezi kose žena.
- Jar[24] je robna marka deterdženta za suđe.
- Lacoste[25] je robna marka parfema namijenjenih muškarcima i ženama i odjeće.
- Max Factor[26] je robna marka kozmetičkih proizvoda za žene.
- Mr. Clean ili Mr. Proper je linija sredstava za čišćenje
- Naomi Campbell[27] je robna marka parfema namijenjenih ženama
- Naturella[28] najznačajniji proizvodi su higijenski ulošci.
- Olay je robna marka ženskih proizvoda za njegu kože.
- Old Spice[29] je marka proizvoda za muškarce.
- Oral-B[30] je robna marka četkica za zube, i Oral Care proizvoda.
- Pampers[31] je robna marka jednokratnih pelena i drugih proizvoda za njegu djece.
- Pantene[32] je robna marka proizvoda za njegu kose.
- Puma,[33] mirisi za muškarce i žene
- Rejoice je marka proizvoda za njegu kose.
- Tide'[34] je robna marka deterdženta za pranje rublja.
- Venus[35] je robna marka proizvoda za brijanje, namijenjenih ženama.
- Wella je ime proizvoda za njegu kose (šamponi, regeneratori i boje za kosu).

## Kontroverze
S tvrtkom je povezano nekoliko većih kontroverzi. 

### Bivši logotip tvrtke
Prošli logo tvrtke koji je napravljen 1851. Raniji logo sadržavao je 13 zvjezdica koje su predstavljale američke kolonije. Također se povezivao i sa sotonizmom o čemu je pisao i Glas Koncila.
Tvrtka je dobila neželjenu propagandu 80-ih godina prošlog stoljeća kada su se proširile glasine da se logo povezuje sa sotonizmom. Optužbe su se temeljine na tekstovima iz Biblije, Otkrivenje 12:1, "I znamenje veliko pokaza se na nebu: Žena odjevena suncem, mjesec joj pod nogama, a na glavi vijenac od dvanaest zvijezda." Na logu je bio muškarac na Mjesecu, okružen s 13 zvijezda. Također, postojale su i glasine da ako se logo gleda pažljivije, zvijezde će pokazivati broj 666 kao i uvojci u kosi.  Slale su se i spam poruke (hoax) preko e-pošte o čemu je pisao i CARNet
Ova tumačenja su demantirali u P&G-u i ne postoje dokazi da su ikada bili povezani s Crkvom Sotone. P&G je neuspješno tužio tvrtku Amway od 1995. do 2003. zbog glasina koje su se širile i njihovim glasovnim porukama 1995.

### Smrti uzrokovane tamponima
Toksični šok sindrom (TSS) je bolest uzrokovana bakterijom Staphylococcus aureus. Većina ljudi ima ove bakterije u tijelu na mjestima kao što su nos, koža, intimni dijelovi, te su bakterije na tim mjestima bezopasne. Toksični šok sindrom može zahvatiti bilo koga, ali je često povezan s tamponima. Godine 1980. pojavilo se 814 toksičnih šok sindroma vezanih uz menstruaciju, a 38 ljudi je umrlo od posljedica bolesti. Većinom su bile žene koje su koristile upijajuće sintetičke tampone napravljene od Rely-a, robne marke tvrtke P&G. Rely tampon je bio toliko izdržiljiv da je žena mogla držati jedan tampon cijeli menstrualni ciklus. Za razliku od drugih tampona baziranih na pamuku i svili, Rely je bio načinjen od karboksimetalne celuloze i komprimiranih zrna od poliestera za apsorpciju. Materijali koji su se koristili u Relyu su bili uzrok povećanja količine tekućina unutar vagine, što je rezultiralo povećanim otpuštanjem otrova Staphylococcus aureuse u organizam i na kraju dovelo do smrti.
Slogan koji je koristio Procter & Gamble za proizvod je bio "Rely. Upija čak i brigu."
Već za mjesec dana, u rujnu 1980. nakon što je Američki Centar za katastrofe potvrdio da su uzroci smrti bili tamponi, P&G je povukao Rely tampone s tržišta. Nakon što se stanje u javnosti smirilo, 1983. P&G je stavio novi proizvod na svjetsko tržište, tampone Always poznate i pod imenom Whisper u Japanu, Singapuru, Indji, Kini, Sjevernoj Koreji, Filipinima, Pakistanu, Tajlandu i Indoneziji.

### Testiranje na životinjama
Prema riječima raznih organizacija za zaštitu životinja, Procter & Gamble i danas "proizvodi krvavo", tj. radi testiranja proizvoda odgovoran je za okrutnu smrt tisuća životinja godišnje. Svake se godine u svibnju organizirano bojkotiraju proizvodi P&G i protiv njega se širom svijeta organiziraju razni posvjedi. Bez obzira na prosvjede P&G nastavlja jeftino testiranje proizvoda na životinjama i ne ulaže novac u istraživanje alternativnih načina testiranja prozvoda. Dok, na primjer, štednje nema u oglašavanju gdje se troše milijuni dolara.

### Utjecaj na okoliš
Znanstveni istraživači iz Sveučilišta u Massachusettsu izjavili su da je Procter & Gamble 52. najveći proizvođač korporativnih onečišćenja zraka u SAD-u. Oko 158 000 tona toksičnih kemikalija se godišnje pušta u zrak. Velika zagađivanje u toj studiji su spojevi mangana, sumporne kiseline, epiklorhidrina, i broma.
U 2007. P&G je obećao smanjiti svoje emisije ugljičnog dioksida, uglavnom kroz smanjenje pakiranja i kroz korištenje manje energije za proizvodnju. Cilj obećanja smanjenja je bio da tvrtka smanji 10% do 2012.

#### Zaštita okoliša u Hrvatskoj
Gospodarsko interesno udruženje za pakovanje i zaštitu okoliša u Republici Hrvatskoj ili skraćeno GIU PAK osnovano je s ciljem interesnog organiziranja hrvatske industrije za unapređivanje načela održivog razvoja u gospodarstvu i uspostavu sustava gospodarenja otpadom uključujući i ambalažni otpad, koji će pridonijeti zaštiti okoliša, te biti gospodarski i društveno prihvatljiv u Republici Hrvatskoj.
Udruženje se zalaže za promicanje zaštite okoliša na načelima održivog razvoja u gospodarstvu, te promicanje načela podijeljene odgovornosti u društvu kao cjelini. Udruženje je otvorenog tipa, te mu mogu pristupiti sve pravne osobe iz RH i iz inozemstva koje se bave proizvodnjom i uvozom ambalaže, proizvodnjom, prodajom i uvozom proizvoda koji se pakiraju u ambalažu i stavljaju u promet, te osobe koje potrošaču prodaju proizvod u ambalaži.
Strategija GIU PAK-a temelji se na općeprihvaćenim principima Europskog udruženja za obnavljanje i oporabu (European Recovery & Recycling Association - ERRA) koja čine:
- Podjela odgovornosti između svih čimbenika u ambalažnom lancu, od potrošača do proizvođača.
- Integrirani sustav gospodarenja otpadom koji podrazumijeva fleksibilnost prilikom odabira opcije gospodarenja otpadom koja donosi najveće prednosti za okoliš, a ujedno je i najekonomičnija na određenom užem području.
- Primjena opcija koje donose prednosti za okoliš.
- Ekonomska isplativost sustava.
- Stimulacija razvoja tržišta sekundarnih materijala.

Osim P&G-a i sljedeće tvrtke u Hrvatskoj su članice grupacije: Coca Cola Beverages Hrvatska, Badel, Tetra Pak, Unilever Croatia, AWT International i Lura.

### Iritacije na koži
Novija verzija pelena za bebe Pampers prema tvrdnjama raznih roditelja i novina u SAD-u je uzrokovala iritacije na kožama beba. Bebe koje su nosile pelene navodno su dobile razne osipe, a prijavljene su i pojave vodenih čireva koji nalikuju opeklinama od kemikalija.
U ožujku 2010. Procter & Gamble je predstavio nove modele svojih pelena pod imenom Swaddlers i Cruisers u SAD-u. Te pelene su 20% tanje i koriste Dry Max formulu. Grupe roditelja upravu tu formulu krive za nastale probleme.
Procter & Gamble poriče da Dry Max uzrokuje opekline na koži nalik onima od kemikalija. Inspektori američke vlade nisu demantirali niti potvrdili optužbe roditelja. Izvještaj o istrazi nije objavljen u javnosti i pelene su nastavile prodaju u SAD-u. Razne tužbe su pokrenute protiv tvrtke P&G jer su trebali obavijestiti potrošače za moguće osipe vezane uz nove pampersice.
U Hrvatskoj nisu prijavljene ovakve iritacije.

### Namještanje cijena
U travnju 2011. Europska komisija je kaznila Unilever i Procter & Gamble radi namještanja cijena svojih proizvoda u prodaji. Komisija je rekla da se namještanje cijena proizvoda Ariela i Persila događalo tijekom posljednje tri godine. Dogovor o namještanja cijena prema komisiji događao se u Belgiji, Francuskoj, Njemačkoj, Grčkoj, Italiji, Portugalu, Španjolskoj i Nizozemskoj. P&G je pristao platiti kaznu od 211,2 milijuna Eura.

## Vanjske poveznice
(engl.) P&G Sjedinjene Američke Države